# ویچا (لوچانی)
ویچا (به صربی: Viča) یک منطقهٔ مسکونی در صربستان است که در لوچانی واقع شده‌است. ویچا ۳۴٫۲۲ کیلومتر مربع مساحت و ۹۷۱ نفر جمعیت دارد و ۴۰۸ متر بالاتر از سطح دریا واقع شده‌است.